# Departamentul Francisco Morazán
Departamentul Francisco Morazán este unul dintre cele 18 departamente ale Hondurasului.
Este situat în partea centrală a țării având capitala departamentală la Tegucigalpa, care este și capitala statului Honduras. Până în 1943 a fost cunoscut sub numele de departamentul Tegucigalpa. A fost numit după eroul național Francisco Morazán.
Departamentul este foarte muntos, cu zone accidentate acoperite de pădurile de pin. Văile, precum cele din Guiamaca, Talanga și Amarateca, sunt intersectate între munți. Multe dintre vârfurile muntoase adăpostesc păduri de nori, precum Parcul Național La Tigra sau Cerro Uyuca. Porțiunea extremă de sud-est a departamentului are un mediu de pădure uscată influențat de Oceanul Pacific, în timp ce porțiunea de nord conține Montaña de la Flor, unde locuiește populația Jicaque.
Departamentul Francisco Morazán acoperă o suprafață totală de 7.946 km² și avea în 2005 o populație estimată de 1.680.700 de persoane.
Stema și drapelul departamentului Francisco Morazán sunt identice cu cele ale capitalei Tegucigalpa.

## Municipalități
1. Alubarén
2. Cedros
3. Curarén
4. Distrito Central (capitala Tegucigalpa)
5. El Porvenir
6. Guaimaca
7. La Libertad
8. La Venta
9. Lepaterique
10. Maraita
11. Marale
12. Nueva Armenia
13. Ojojona
14. Orica
15. Reitoca
16. Sabanagrande
17. San Antonio de Oriente
18. San Buenaventura
19. San Ignacio
20. San Juan de Flores
21. San Miguelito
22. Santa Ana
23. Santa Lucía
24. Talanga
25. Tatumbla
26. Valle de Ángeles
27. Vallecillo
28. Villa de San Francisco